# 대한민국 상법 제337조
대한민국 상법 제337조는 기명주식의 이전의 대항요건에 대한 상법 회사법의 조문이다.

## 조문
제337조 (기명주식의 이전의 대항요건) (1) 기명주식의 이전은 취득자의 성명과 주소를 주주명부에 기재하지 아니하면 회사에 대항하지 못한다.

(2) 회사는 정관이 정하는 바에 의하여 명의개서대리인을 둘 수 있다. 이 경우 명의개서대리인이 취득자의 성명과 주소를 주주명부의 복본에 기재한 때에는 제1항의 명의개서가 있는 것으로 본다.

第337條 (記名株式의 移轉의 對抗要件) ① 記名株式의 移轉은 取得者의 姓名과 住所를 株主名簿에 記載하지 아니하면 會社에 對抗하지 못한다.

②會社는 定款이 정하는 바에 의하여 名義改書代理人을 둘 수 있다. 이 경우 名義改書代理人이 取得者의 姓名과 住所를 株主名簿의 複本에 記載한 때에는 第1項의 名義改書가 있는 것으로 본다.

## 판례
- 본 조의 규정은 기명주식의 취득자가 주주명부상의 주주명의를 개서하지 아니하면 스스로 회사에 대하여 주주권을 주장할 수 없다는 의미이고, 명의개서를 하지 아니한 실질상의 주주를 회사측에서 주주로 인정하는 것은 무방하다[1]
- 구 상법(1984.4.10. 법률 제3274호로 개정되기 전의 것) 제337조의 규정은 주주권이전의 효력요건을 정한 것이 아니고 회사에 대한 관계에서 누가 주주로 인정되느냐 하는 주주의 자격을 정한 것으로서 기명주식의 취득자가 주주명부상의 주주명의를 개서하지 아니하면 스스로 회사에 대하여 주주권을 주장할 수 없다는 의미이고, 명의개서를 하지 아니한 실질상의 주주를 회사측에서 주주로 인정하는 것은 무방하다고 해석할 것이다.[2]

## 같이 보기
- 명의개서미필주주